# دیوانگی (فیلم ۲۰۰۲)
دیوانگی (به هندی: Deewangee) فیلمی محصول سال ۲۰۰۲ و به کارگردانی آنیس بازمی است. در این فیلم بازیگرانی همچون آکشای کانا، اجی دیوگن، اورمیلا ماتوندکار، فریده جلال، تیکو تالسانیا، سیما بیسواس، سورش اوبروی، نیلم کوتهاری ایفای نقش کرده‌اند.